# Kerveltjärnen, Ångermanland
Kerveltjärnen är en sjö i Strömsunds kommun i Ångermanland och ingår i Ångermanälvens huvudavrinningsområde.